# 隻眼ノ少年 オカルトメイデン〜影章〜
『隻眼ノ少年 オカルトメイデン〜影章〜』（せきがんノしょうねん オカルトメイデン かげしょう）は原作・監修：平坂読、漫画：茶戸による、ゲーム『オカルトメイデン』を原作とした日本の漫画作品。『ヤングガンガン』（スクウェア・エニックス）において、2013年14号から2014年14号まで連載された。

## あらすじ
笠松妙は気が付くと病院におり、同級生の倉橋六花から親友の新井道子が"アラミタマ"なる存在に殺されたことを明かされた。そして、それは彼女たちの運命を変えるものでもあった。

## 登場人物
笠松妙（かさまつたえ）
主人公。鬼眼なるものを持つ。
土御門千影（つちみかどちかげ）
祓魔師の家の嗣子で、妙の同級生。
土御門悠宇(つちみかどゆう)
千影の妹で、お兄ちゃんっ子。
倉橋六花(くらはしりっか)
祓魔師の家の出の少女で、妙の同級生。
大黒ツネ子(おおぐろツネこ)
六花の師たる老祓魔師。
蓮華
祓魔師としての初仕事で妙が出会った少女。
実は妙の同業者。

## 書誌情報
1. 2014年1月25日 ISBN 978-4-7575-4185-6
2. 2014年8月25日 ISBN 978-4-7575-4294-5